# 能登中央自動車学校
座標: 北緯37度1分31秒 東経136度56分42秒 / 北緯37.02528度 東経136.94500度
株式会社能登中央自動車学校（のとちゅうおうじどうしゃがっこう）は、石川県七尾市にある自動車教習所（指定自動車教習所）を運営する企業である。

## 所在地
- 石川県七尾市細口町源田山42

## 取扱免許の種類
- 普通自動車第一種運転免許（MT車およびAT限定）
- 普通自動車第二種運転免許（MT車およびAT限定）
- 中型自動車第一種運転免許
- 大型特殊車第一種運転免許
- 普通自動二輪車第一種運転免許（普通二輪および小型限定）
- 大型自動二輪車第一種運転免許

## 交通アクセス
バス
七尾駅（JR七尾線・のと鉄道七尾線）からスクールバス発着、約10分。